# Division I (Schach) 1967
Die Division I 1967 war die 18. schwedische Mannschaftsmeisterschaft im Schach (Allsvenskan) und gleichzeitig deren 15. Austragung in einem Ligabetrieb mit Auf- und Abstieg.

## Datum und Ort
Die Wettkämpfe wurden am 4. und 5. November in Lidköping ausgetragen.

## Turnierverlauf
Der Titelverteidiger Lunds ASK gewann alle Wettkämpfe und wurde überlegen schwedischer Mannschaftsmeister, den zweiten Platz erreichte die Schacksällskapet Manhem, die rein sportlich im Vorjahr abgestiegen war und nur durch den Verzicht der Östra Schacksällskap Stockholm noch in der Division I blieb. Die aus der Division II aufgestiegenen Auswahlmannschaften von Mälardalen und Västergötland landeten auf den Plätzen 3 und 4.

### Abschlusstabelle
| Pl. | Verein                  | Sp | G | U | V | MP  | Brett-P.  |
| --- | ----------------------- | -- | - | - | - | --- | --------- |
| 01. | Lunds ASK (M)           | 3  | 3 | 0 | 0 | 6:0 | 20,5:9,5  |
| 02. | Schacksällskapet Manhem | 3  | 2 | 0 | 1 | 4:2 | 18,0:12,0 |
| 03. | Mälardalens SF (N)      | 3  | 0 | 1 | 2 | 1:5 | 11,0:19,0 |
| 04. | Västergötlands SF (N)   | 3  | 0 | 1 | 2 | 1:5 | 10,5:19,5 |

### Entscheidungen
|     | Schwedischer Mannschaftsmeister: Lunds ASK                      |
|     | Absteiger in die Division II: Mälardalens SF, Västergötlands SF |
| (M) | Meister der letzten Saison                                      |
| (N) | Aufsteiger der letzten Saison                                   |

### Kreuztabelle
| Ergebnisse | Ergebnisse              | 01. | 02. | 03. | 04. |
| ---------- | ----------------------- | --- | --- | --- | --- |
| 01.        | Lunds ASK               |     | 7   | 6½  | 7   |
| 02.        | Schacksällskapet Manhem | 3   |     | 7½  | 7½  |
| 03.        | Mälardalens SF          | 3½  | 2½  |     | 5   |
| 04.        | Västergötlands SF       | 3   | 2½  | 5   |     |